# Portsmouth-i első világháborús emlékmű
A portsmouth-i első világháborús emlékmű (City of Portsmouth War Memorial) James Gibson és Walter Gordon építész, valamint Charles Sargeant Jagger szobrász alkotása.
A Guildhall Square-n álló emlékmű alapkövet 1921. május 25-én tették le, majd Artúr brit királyi herceg jelenlétében leplezték le 1921. október 19-én. Az emlékmű egy kör alakú, süllyesztett, kőlapokkal kirakott burkolt területen áll. Hátsó részén félköríves fal emelkedik, amelyet két kapu tör meg. A fal mindkét végéből korlát fut tovább, amelyet alacsony oszlop zár le. Az egyik oszlopon egy Lewis géppuskát kezelő tengerész, a másikon egy Vickers géppuskás katona szobra van. Az emlékmű területére szemből a két oszlop között lehet belépni.
A falon bronztáblákat helyeztek el, amelyeken Portsmouth első világháborúban elesett 4737 lakosának neve olvasható. A terület közepén egy 6,7 méter magas kenotáfium áll. Oszlopának négy oldalán egy-egy dombormű van a következő jelenetekkel: hadihajó a tengeren, felette léghajó; brit tengerészek löveget töltenek; brit katonák menetelnek; két hadihajó tengeralattjáróra támad. A falon, a bronztáblák felett felirat fut: Nevük örökké fennmarad.